# Transformers: Robots in Disguise (serie de televisión de 2015)
Transformers: Robots in Disguise es una serie de televisión animada estadounidense que se produce por Hasbro Studios y Darby Pop Productions en los Estados Unidos y animada por Polygon Pictures en Japón al igual Transformers: Prime, de la cual además es secuela, pero es "absolutamente diferente de la última serie", por la animación, por ejemplo. Los productores ejecutivos de Transformers: Prime, Roberto Orci y Alex Kurtzman, no regresaron a para esta serie. En los Estados Unidos, la serie se estrenó el 14 de marzo de 2015.
La serie ha sido renovada para una segunda temporada.

## Trama
Muchos años después de los acontecimientos de Predacons Rising, Cybertron da a luz a una nueva era de prosperidad para una nueva generación de Transformers. La Tierra ya no recuerda el conflicto Decepticon-Autobot, como Cybertronianos dejan de visitar el planeta. Bumblebee se ha convertido en un agente de policía Cybertroniana, que elige ser un humilde mantenimiento de la paz. Las cosas cambian cuando es convocado por una visión de Optimus Prime. Se piensa que llevaba mucho tiempo muerto después de restaurar Cybertron, pero Optimus le pide a Bumblebee que regrese a la Tierra por la aparición de una nueva amenaza.
Con la ayuda de Sideswipe (un robot rebelde) y Strongarm (cadete de la Guardia de Élite que se asoció con él), el trío llega a la Tierra para descubrir una nave prisión de máxima seguridad que se estrelló, llamada Alchemor y a su mayordomo Fixit (un hiperactivo Mini-Con con cableado defectuoso). No tardaron en darse cuenta de que la nave tenía más de cien prisioneros Decepticon dentro cápsulas en éxtasis, pero todos sus presos han escapado. Ahora es su deber de recuperar todos los prisioneros Decepticon que han escapado antes de que causen un daño mayor en la Tierra. Con la ayuda de los humanos Russell y Denny Clay y el Dinobot Grimlock (quien fue prisionero de Alchemor antes de ponerse del lado de Bumblebee). Bumblebee lleva este equipo poco confiable para proteger la Tierra de los prisioneros Decepticons liderados por Steeljaw y restaurar el orden. El grupo de Bumblebee también tiene que prepararse para la llegada del Caído de los cuales los Trece Primes se han estado preparando para Optimus Prime.

## Reparto

### Reparto principal[9]
- Will Friedle - Bumblebee, Butch, Righty, Dispatcher (ep. 1), Motorist (ep. 5), Junior (ep. 7), Guardia de seguridad (ep. 10), Voz de juego (ep. 12)
- Constance Zimmer - Strongarm, Filch, Matronly Docente (ep. 1), Computador de la nave (ep. 18)
- Darren Criss - Sideswipe
- Khary Payton - Grimlock, Bisk, Divebomb, Presentador de noticias (ep. 1), Papá (ep. 7), Operador (ep. 10), Robot (ep. 15)
- Ted McGinley - Denny Clay, Capitán de la nave (ep. 3)
- Stuart Allan - Russell Clay
- Mitchell Whitfield - Fixit, Groundskeeper (ep. 4), Personal del museo (ep. 5), Anunciador de TV (ep. 11)

### Reparto adicional
- Peter Cullen - Optimus Prime
- Troy Baker - Steeljaw, Vector Prime, Arnold (ep. 6), Conductor del carro azul (ep. 14)
- Eric Bauza - Drift, Headlock, Pseudo, Lt. Ziegler (ep. 17), Look-Out (ep. 23), Turista femenina (ep. 24), Policía (ep. 26)
- Ted Biaselli - Octopunch
- Kate Bond - Casey (ep. 19)
- Jim Cummings - Clampdown
- Eddie Deezen - Ped
- John DiMaggio - Groundpounder, Farnum (ep. 19)
- Bailey Gambertoglio - Hank
- Gil Gerard - Megatronus/The Fallen
- Jackée Harry - Zizza
- Mark Hildreth - Scowl, Anunciador automatizado (ep. 22)
- David Hunt - Chop Shop
- John Katovsich - Larry LaRue (ep. 7)
- David Kaye - Hammerstrike
- Tom Kenny - Nightstrike, Policía (ep. 15)
- Arif S. Kinchen - Jazz
- Andy Milder - Quillfire
- Liam O'Brien - Underbite, Kickback, Guardia del museo de Cybertron #1 (ep. 1)
- Adrian Pasdar - Micronus Prime
- Kevin Pollak - Fracture, Capitán (ep. 14)
- Kevin Michael Richardson - Terrashock, Narrador de la galería (ep. 5)
- John Steven Rocha - Springload
- Daniel Roebuck - Malodor, Voz del computador (ep. 13)
- Charlie Schlatter - Vertebreak
- Roger Craig Smith - Slipstream, Jetstorm, Airazor
- Kath Soucie - Guía de turistas (ep. 24)
- Frank Stallone - Thunderhoof
- Raymond Stein - Policía (ep. 7)
- Kristy Wu - Windblade, Presentadora de noticias (ep. 5), Voz de la mujer (ep. 10), Piloto (ep. 23)

## Transmisión

### Estados Unidos
La serie fue planeada originalmente para estrenarse en Hub Network (una empresa conjunta entre Hasbro y Discovery Communications). Pero el 7 de octubre de 2014, pocos días antes del cambio de marca de Discovery Family, la serie se trasladó a Cartoon Network. Esta fue la primera vez que un programa de Hasbro Studios no estrenará en el proyecto conjunto. Esta es la quinta vez que Cartoon Network emitió una serie de televisión de Transformers. El canal transmitió previamente Transformers Animated y la Trilogía de Unicron.
La serie fue estrenada con el piloto en el Horario central el 14 de marzo de 2015, seguido por el estreno en el intervalo de tiempo el 21 de marzo, con una repetición del episodio piloto.
En 4 de abril de 2016, Univision se Estrena el Show como Transformers: El Alma de Misterio.

### Internacional
El 13 de enero de 2015, Cartoon Network anunció que se emitiría la serie en todo el mundo.
La serie fue estrenada el 9 de febrero por Canal J en Francia, 2 de marzo por Panda Biggs en Portugal, 7 de marzo por K2 en Italia, y el 13 de marzo por Cartoon Network en el Medio Oriente y el Norte de África.
En Japón, donde la serie fue animada se estrenó el 15 de marzo en Animax y se titula Transformers: Adventure (トランスフォーマー アドベンチャー Toransufōmā adobenchā?). Las canciones Save the Future y Try (Transformers: Adventure) (TRY☆トランスフォーマーアドベンチャー↑↑↑?) reemplazan a los créditos originales. Takara Tomy, la empresa que representa la franquicia de Transformers en Japón, promueve y comercializa juguetes para Hasbro.
La serie fue estrenada el 9 de marzo de 2015 por Boing en España y el 31 de marzo por Cartoon Network en Latinoamérica.
En España, el personaje protagonista Bumblebee es doblado por el actor de voz Luis Miguel Cajal